# Nymphenburger Park mit Allee und Kapuzinerhölzl
Nymphenburger Park mit Allee und Kapuzinerhölzl este o arie protejată (arie specială de conservare — SAC, sit de importanță comunitară — SCI) din Germania întinsă pe o suprafață de 182,63 ha, integral pe uscat.

## Localizare
Centrul sitului Nymphenburger Park mit Allee und Kapuzinerhölzl este situat la coordonatele 48°09′24″N 11°29′30″E / 48.1567°N 11.4917°E.

## Înființare
Situl Nymphenburger Park mit Allee und Kapuzinerhölzl a fost declarat sit de importanță comunitară în noiembrie 2004 pentru a proteja 1 specie de animale. Situl a fost protejat și ca arie specială de conservare în aprilie 2016.

## Biodiversitate
Situată în ecoregiunea continentală, aria protejată conține 3 habitate naturale: Formațiuni ierboase bogate în specii de Nardus, dezvoltate pe substraturi silicioase în zone montane (și în zone submontane, în Europa continentală), Fânețe de joasă altitudine (Alopecurus pratensis, Sanguisorba officinalis), Păduri de stejar și carpen Galio-Carpinetum.
La baza desemnării sitului se află o specie protejată de  nevertebrate: Osmoderma eremita Complex.